# LIBERTANGO IN TOKYO
『LIBERTANGO IN TOKYO』（リベルタンゴ・イン・トーキョー）は、2011年12月21日にリリースされた寺井尚子の2枚目のライブアルバムである。

## 解説
2011年に生誕90周年を迎える、アルゼンチンが誇る偉大な作曲家にしてバンドネオン奏者であるアストル・ピアソラに多大な影響を受けてきた寺井尚子とリシャール・ガリアーノの2人によるピアソラへのオマージュであり、ピアソラのスピリットをコラボレーションで新たに構築する試みでもある。2011年で10周年を迎えた東京JAZZで披露された時のライブ・アルバムである。

## 収録曲
| #         | タイトル                                                               | 作詞      | 作曲                         | 時間 |
| --------- | ---------------------------------------------------------------------- | --------- | ---------------------------- | ---- |
| 1.        | 「リベルタンゴ」(Libertango)                                           | -         | アストル・ピアソラ           | 7:07 |
| 2.        | 「マルゴーのワルツ」(La Valse a Margaux)                               | -         | リシャール・ガリアーノ       | 4:18 |
| 3.        | 「鮫」(Escualo)                                                        | -         | アストル・ピアソラ           | 5:24 |
| 4.        | 「オパール・コンチェルト 第1楽章」(Opale Concerto Premier Mouvement)   | -         | リシャール・ガリアーノ       | 6:40 |
| 5.        | 「オパール・コンチェルト 第2楽章」(Opale Concerto Deuxieme Mouvement)  | -         | リシャール・ガリアーノ       | 2:20 |
| 6.        | 「オパール・コンチェルト 第3楽章」(Opale Concerto Troisieme Mouvement) | -         | リシャール・ガリアーノ       | 4:33 |
| 7.        | 「メロディセリ」(Melodicelli)                                          | -         | リシャール・ガリアーノ       | 4:26 |
| 8.        | 「フ・レア」(Fou Rire)                                                 | -         | リシャール・ガリアーノ       | 3:29 |
| 9.        | 「ラ・クンパルシータ」(La Cumparsita)                                  | -         | ヘラルド・マトス・ロドリゲス | 5:02 |
| 10.       | 「忘却」(Oblivion)                                                     | -         | アストル・ピアソラ           | 5:12 |
| 合計時間: | 合計時間:                                                              | 合計時間: | 48:31                        |      |

## スタッフ・クレジット

### 参加ミュージシャン
- 寺井尚子 - ヴァイオリン
- リシャール・ガリアーノ - アコーディオン、バンドネオン
- ステファヌ・ロジェロ - ダブルベース
- グイード・リモンダ（英語版） - ヴァイオリン
- Marina Martianova - ヴァイオリン
- Francesco Postorivo - ヴァイオリン
- Massimo Bairo - ヴァイオリン
- Elenora Longoni - ヴァイオリン
- Aurelia Macovei - ヴァイオリン
- Helga Ovale - ヴァイオリン
- Enzo Salzano - ビオラ
- Flavia Giordanengo - ビオラ
- Dario Destefano - チェロ
- Filippo Tortia - チェロ
- Luca Ieracitano - ピアノ

### 制作クレジット
- ライナーノーツ - 藤本史昭

## リリース日一覧
| 地域 | リリース日     | レーベル                                  | 規格                   | カタログ番号  | 備考                |
| ---- | -------------- | ----------------------------------------- | ---------------------- | ------------- | ------------------- |
| 日本 | 2011年12月21日 | somethin'else (EMIミュージック・ジャパン) | 12cmCD                 | TTOCJ-68096   | DSD、SBM Direct     |
| 日本 | 2011年12月21日 | EMIミュージック・ジャパン                 | デジタル・ダウンロード | 720536299     | iTunes Store        |
| 日本 | 2011年12月21日 | EMIミュージック・ジャパン                 | デジタル・ダウンロード | A1000144097   | レコチョク          |
| 日本 | 2011年12月21日 | EMIミュージック・ジャパン                 | デジタル・ダウンロード | B006HG60UU    | アマゾン mp3        |
| 日本 | 2013年7月10日  | EMIミュージック・ジャパン                 | デジタル・ダウンロード | 5099930103153 | mora AAC-LC 320kbps |